# Nissan Lafesta
La Nissan  Lafesta è una autovettura prodotta dalla casa automobilistica giapponese Nissan a partire dal 2004 al 2017.

## Prima generazione (2004-2011)
Il nome deriva dalla parola italiana "festa".
È stato presentata il 2 settembre 2004 e venduta a partire dal 2 dicembre 2004. La Lafesta condivide la piattaforma con le Renault Scénic e Renault Megane. La Lafesta va a sostituire la Nissan Prairie/Liberty e la Nissan Avenir.
Il veicolo è dotato di porte scorrevoli su entrambi i lati (di cui una servoassistita), un sistema di chiavi intelligenti, sistema di navigazione GPS, una telecamera per la retromarcia e il tetto panoramico. L'unica motorizzazione disponibile è un'unità quattro cilindri da 2,0 litri siglato MR20DE. Disponibile sia con trazione anteriore sia con quattro ruote motrici, la prima utilizza una sospensione barra di torsione al posteriore, mentre la seconda ha un multi-link con bracci longitudinali. La Lafesta è costruita nella stessa fabbrica che in precedenza produceva la Nissan Presage.
Nel 2007 Lafesta ha ricevuto un piccolo restyling. Le vendite della prima generazione di Lafesta è stata interrotta in Giappone il 26 dicembre 2012. 

## Seconda generazione (2011-2017)

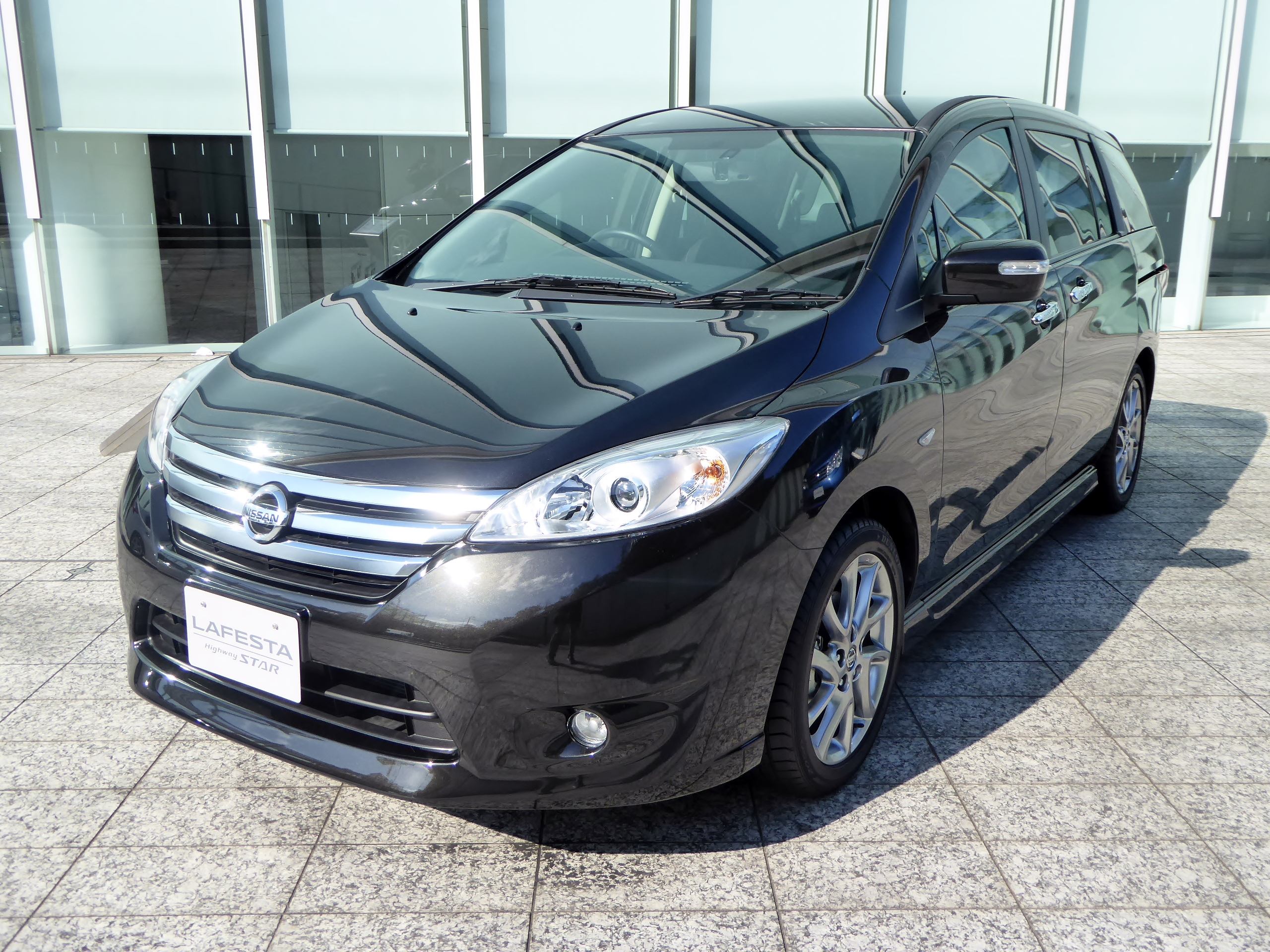

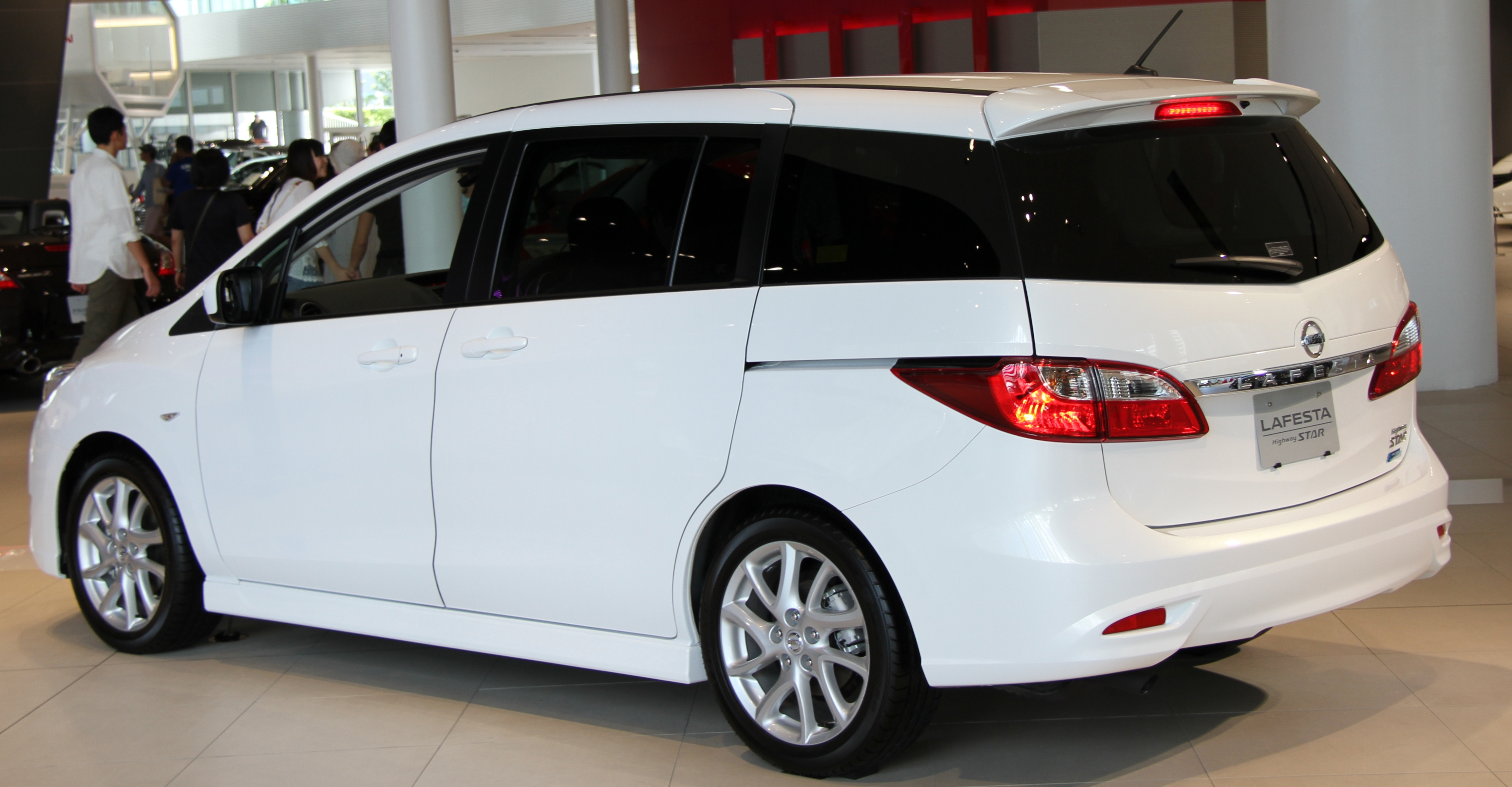

La seconda generazione della Lafesta è una versione leggermente modificata della terza generazione della Mazda Premacy, realizzata dopo un accordo tra la Nissan e la Mazda. La Nissan ha modificato alcuni elementi come il frontale rispetto alla Primacy, rimarchiandola con il nome di Lafesta Highway STAR e vendendola a partire dal maggio 2011.